# セバストポリスの戦い
セバストポリスの戦い  (ギリシア語: Μάχη της Σεβαστουπόλεως)は、692年にアナトリア半島のセバストポリスで、東ローマ帝国軍とアブドゥルマリク・ブン・マルワーン治世下のウマイヤ朝軍が衝突した戦い。セバストポリスの位置については、キリキアのエライウッサ・セバステに比定するのが定説だが、現代のスルサライとする説もある。680年から続いていた両国の停戦状態は、この戦闘をもって破られることになった。
ウマイヤ朝軍の指揮官はアブドゥルマリクの異母弟ムハンマド・ブン・マルワーンだった。一方の東ローマ軍の指揮官はレオンティオスで、この軍の中にはネブロス率いる3万人のスラヴ人の「特別軍」も含まれていた。東ローマ側が和平を破ったことに激怒していたウマイヤ朝は、条約の写しを軍旗のように掲げた。戦況は次第に東ローマ優位に傾くかと思われたが、2万人のスラヴ人が裏切ったため、東ローマの敗北に終わった。一部の文献にはユスティニアノス2世がニコメディア湾で残ったスラヴ人を女性や子どもに至るまで虐殺したと書かれているが、近代以降の歴史学者たちはこれを信頼のおける記述と見なしていない。